# 小起义者雕像
小起义者雕像（波蘭語：Mały Powstaniec）是波兰华沙的一尊青铜雕像，献给1944年华沙起义期间战斗和阵亡的童兵。位于波德瓦尔街，华沙老城城墙旁。
雕像描绘一个小男孩戴着一顶过分大的头盔，背着一把冲锋枪。他有一个名字叫“安特·罗兹皮拉茨”，但并不代表任何特定的孩子。头盔和冲锋枪是仿照德国装备设计的，这些装备是在起义期间俘获，被抵抗战士用于对抗占领军。
杰兹·贾努什基维奇于1946年进行了设计，但几十年后才建成纪念碑。波兰童军总会为雕像筹集了资金，1983年10月1日由杰兹·维德斯基教授揭幕。他是一名心脏病学家，在起义期间是一名14岁的信使（化名：“卢比茨”），服务于波兰家乡军的“古斯塔夫”团。雕像后面是一块匾额，刻有“华沙孩子”（“Warszawskie Dzieci”）字样，这是一首当时流行的歌曲：“华沙的孩子们，我们将为你们的每一块石头而战，我们将献出我们的鲜血。”

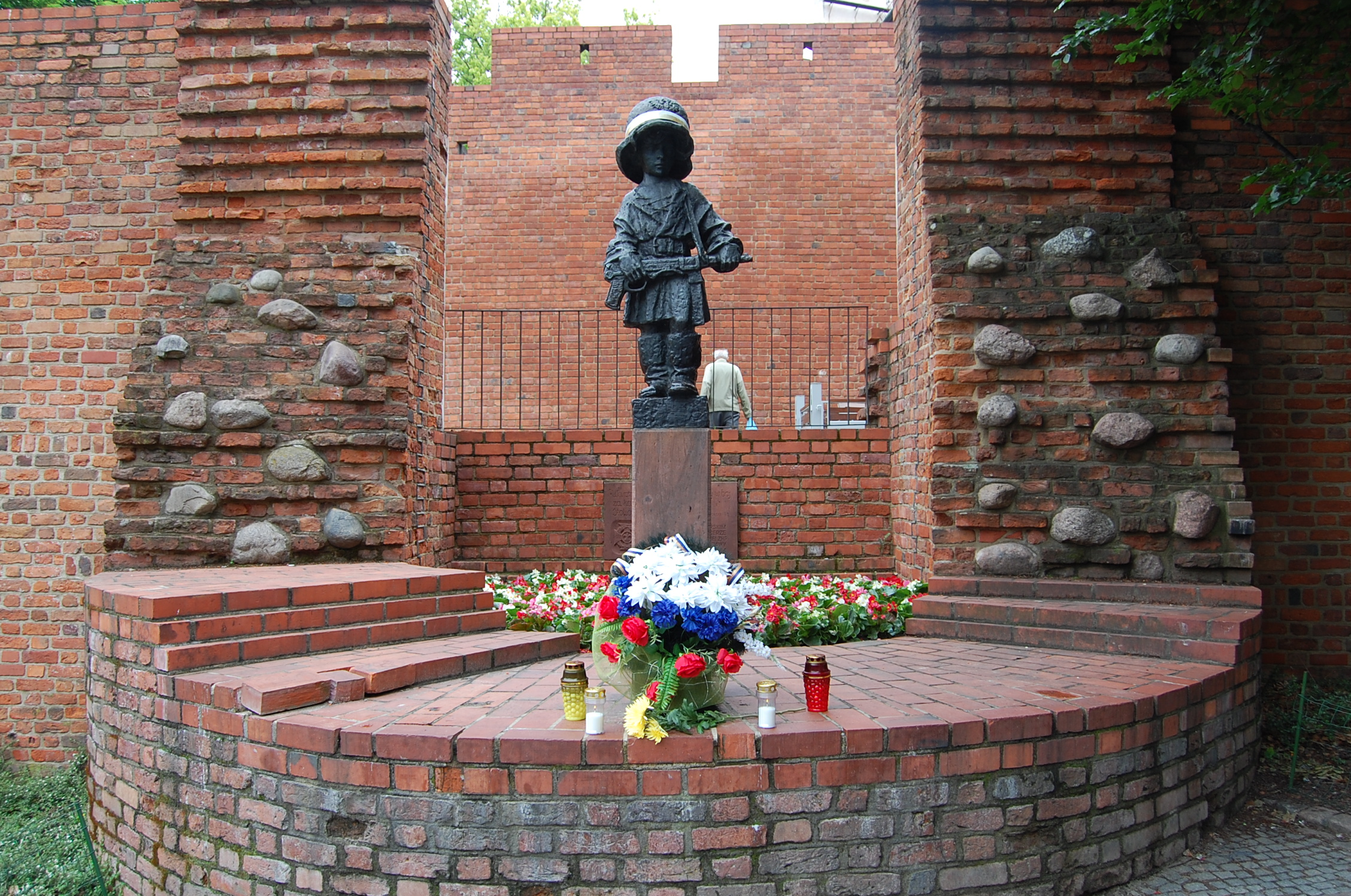
雕像全景
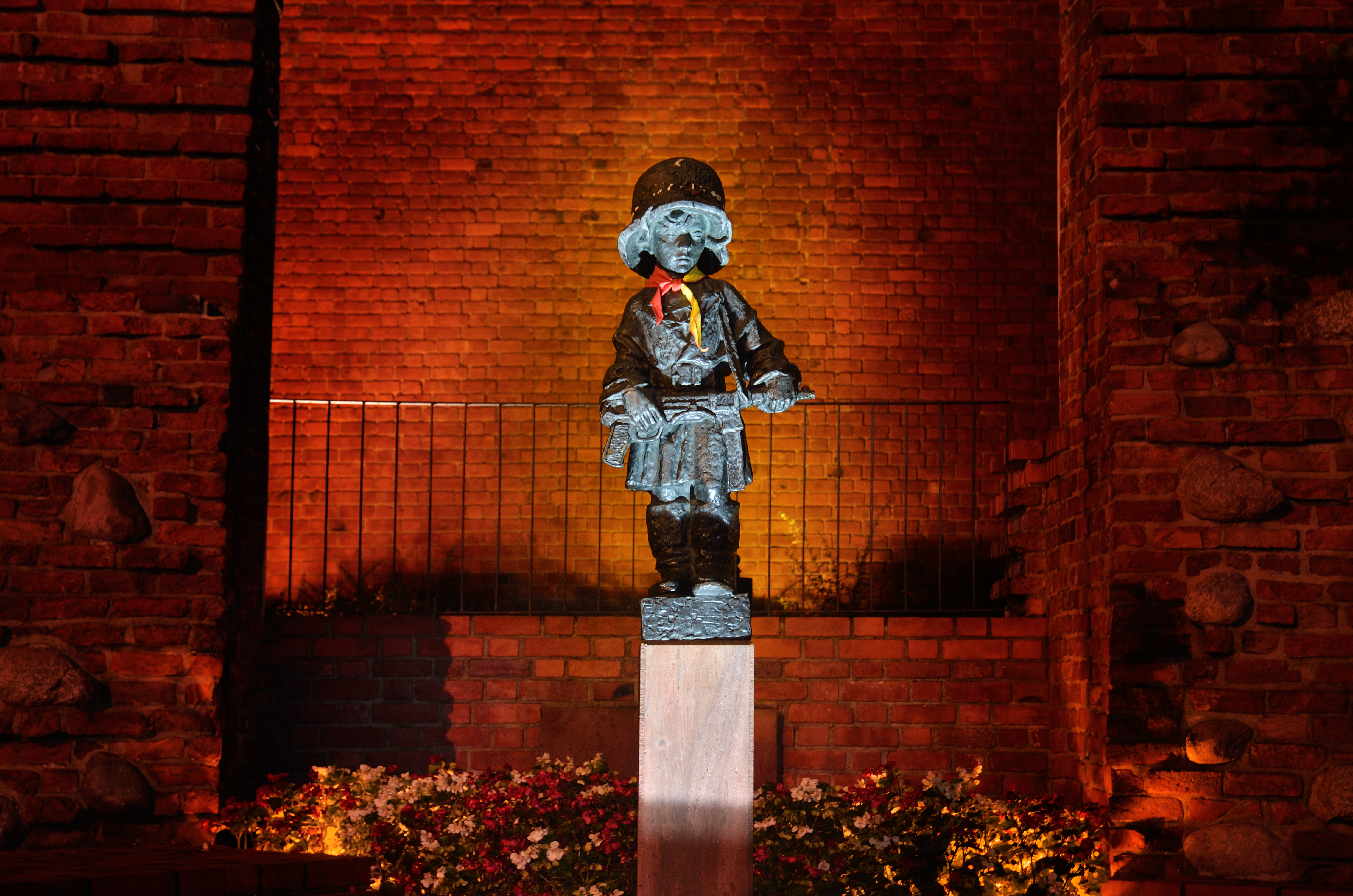
夜間的雕像
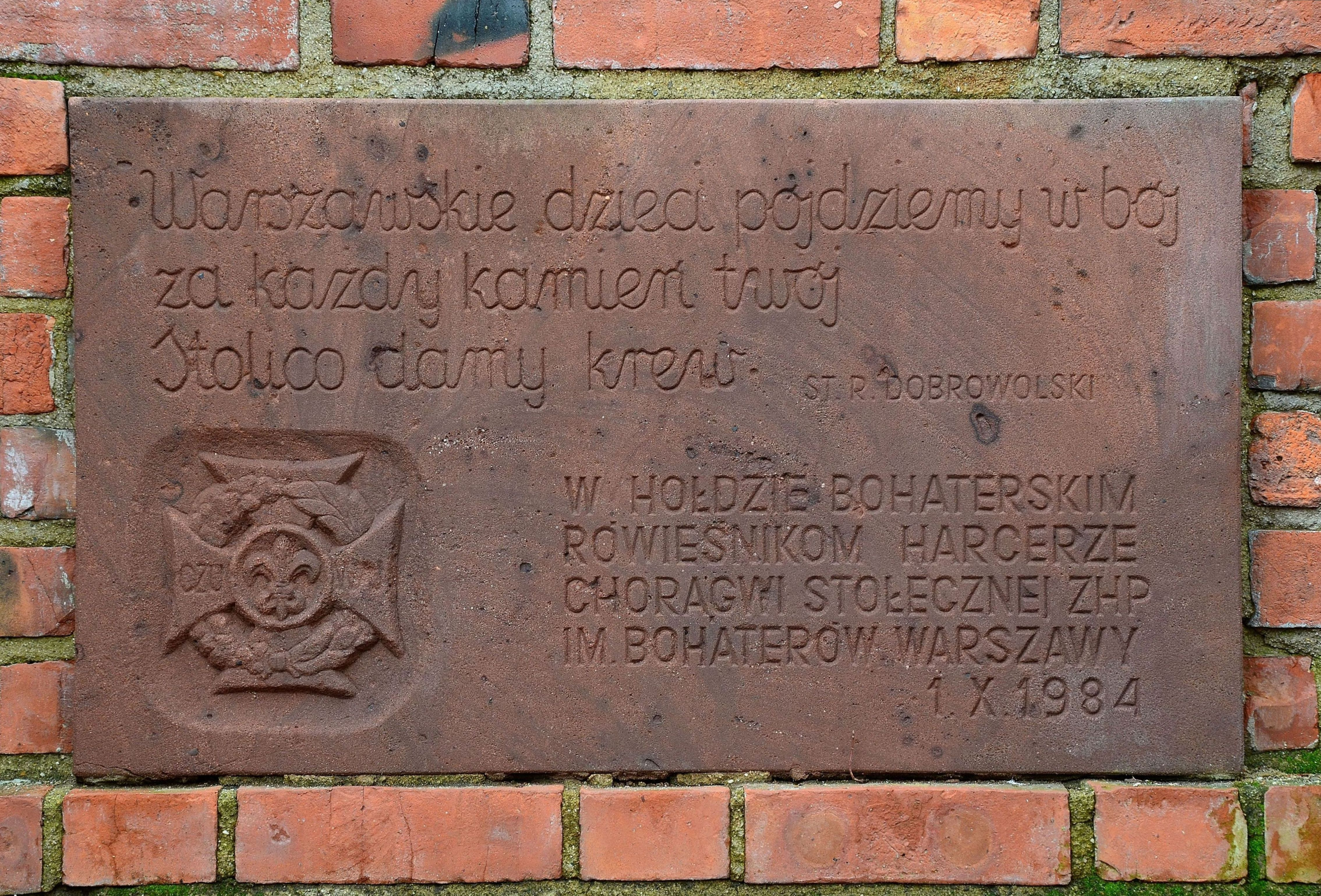
雕像後方的匾額
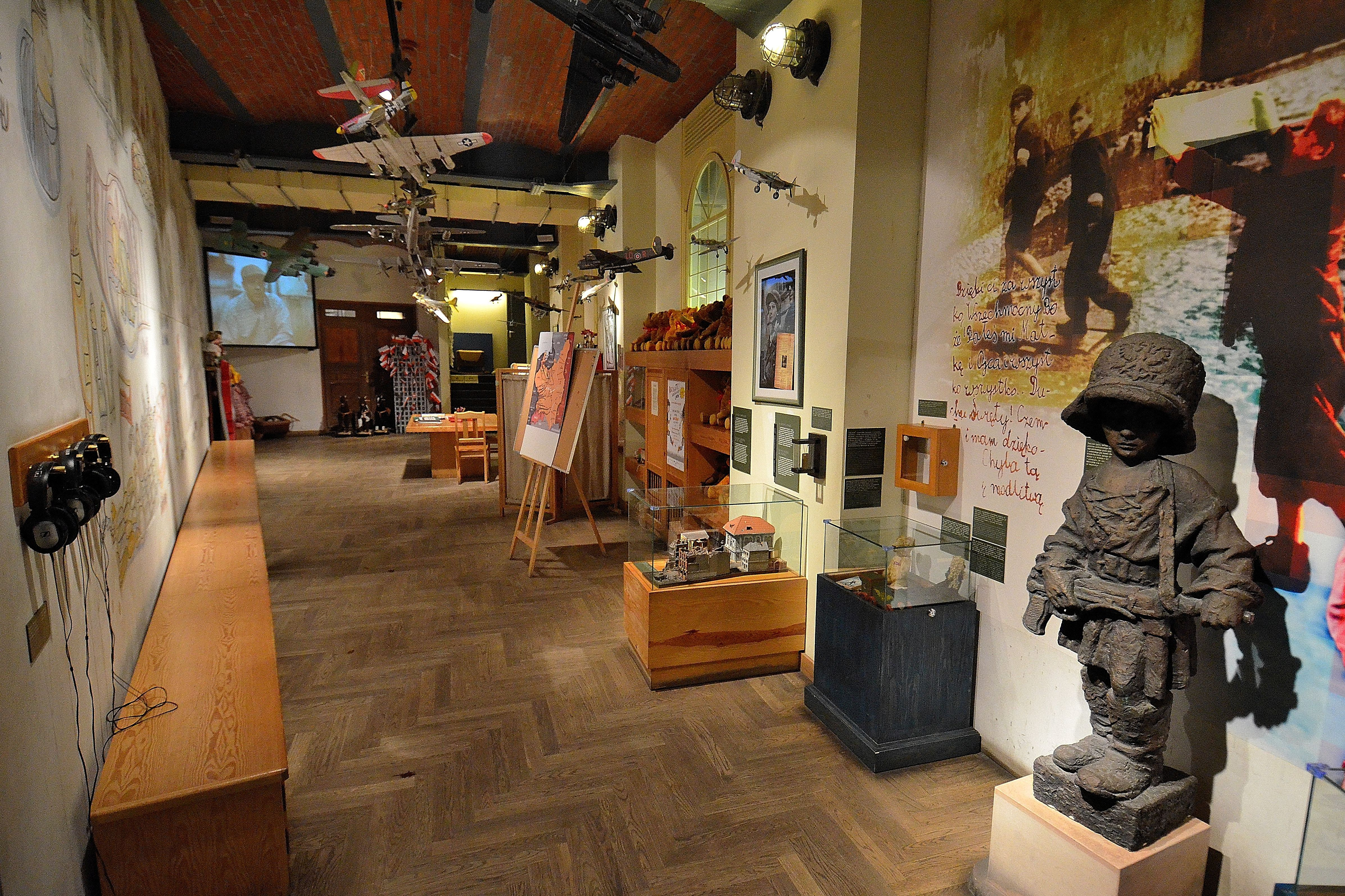
华沙起义博物馆内的复制品